# Рюриковичі

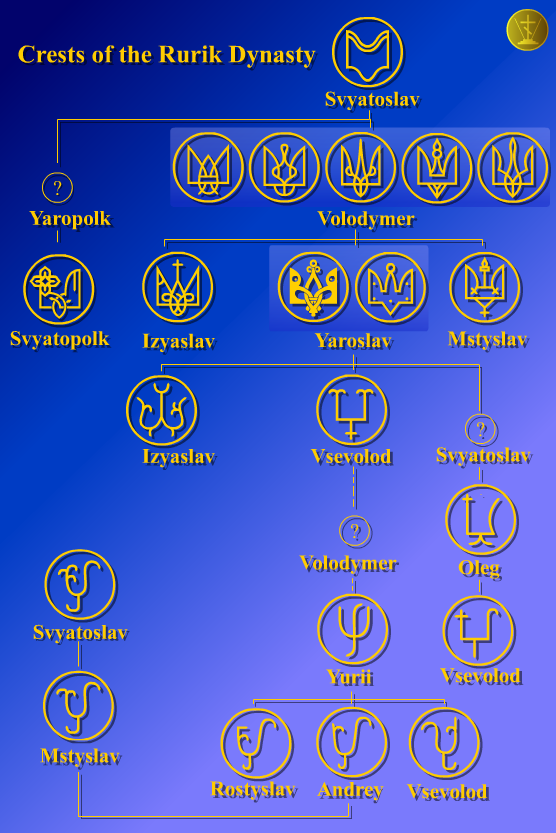
Знаки Рюриковичів

Рю́риковичі — князівський рід нащадків легендарного Рюрика в Київській Русі; узагальнююча назва для споріднених спільним походженням князівських та дворянських династій країн Східної та Центральної Європи.
Перша частина «Повісті временних літ», яка є джерелом історії Рюриковичів, є міфологізованою. Літописна легенда про запрошення у 860 році новгородцями на княжіння Рюрика та його братів — Синеуса і Трувора — була записана не раніше середини XI ст. на основі місцевої новгородської усної фольклорної традиції.
До цього часу родова пам'ять Рюриковичів не йшла далі Ігоря Старого — діда Володимира Великого, і лише в сер. XI ст. ім'я Рюрик увійшло в династичну антропонімію (на честь прародителя роду було названо Рюрика Ростиславича перемишльського). Постать Рюрика є легендарною і непідтвердженою — численні гіпотези про його походження чи то від Рорика Фрісландського (ототожнення з ним), чи то від місцевої балто-слов'янської династії, не мають під собою жодного підґрунтя.

## Історія

### Початок
Родоначальником династії є міфологічний Рюрик (871—879), про якого історики висувають багато версій, аж до заперечення його існування. «Повість временних літ» називає Рюрика князем Новгородським (862–879), але нині вже точно відомо, що у IX ст. Новгорода ще не існувало. Для вирішення цього казусу український д.і.н. Леонтій Войтович пропонує версію, що Рюрик княжив у Славії зі столицею у Старій Ладозі. Окремо точаться дискусії навколо етнічного походження Рюрика. Найбільш популярними є норманська теорія та заперечна їй теорія слов'янського походження.
Ігор (Старий) (пом. 944 або 945) — князь київський (912/922—945), який певний час вважався родоначальником князівської династії (на це вказує прізвисько «старий»), але за часів Ярослава Мудрого був названий сином Рюрика. Дружиною Ігоря була Ольга (910—969), що була регентом і київською княгинею за малолітства їх сина Святослава.
Святослав правив у Києві бл. 960—972 і мав трьох синів: Ярополка (?—980): князь київський (969–972), великий князь київський (972–980); Олега (?—977): князь древлянський (970–977); Володимира Великого (963–1015): князь новгородський (970–988), великий князь київський (980–1015).

### Нащадки Володимира Святославича
Згідно з літописом, у Володимира Великого було 400 наложниць і безліч бастардів. Від нащадків Володимира та його синів Ярослава Мудрого та Ізяслава Володимировича походять усі гілки Рюриковичів які правили князівствами у Київській Русі. Старшим сином був Вишеслав (980–1010), князь новгородський (990–1010), який помер раніше батька.  У Володимира від Рогнеди народився син Ізяслав (981–1001): князь полоцький (990–1001). Його нащадки правили в Полоцькому князівстві і відомі як Ізяславичі Полоцькі.
Святополк Окаянний (981–1019) у хрещенні — Петро. За деякими даними був сином не Володимира, а його брата Ярополка Святославича від «гречанки»; князь турівський (990–1015), великий князь київський (1015, 1018–1019). Святослав (982–1015), князь древлянський (990–1015), убитий Святополком у Карпатах. Ярослав Мудрий (983–1054) у хрещенні — Георгій: князь ростовський (990–1010), новгородський (1010–1034), великий князь київський (27.11. 1015–22.8. 1018, 23.4. 1019–19.2. 1054); саме Ярославові нащадки дали початок більшості княжих династій Київської Русі. Мстислав (983–1036) у хрещенні — Костянтин, князь тмутороканський (990–1023), чернігівський (1024–1036). Всеволод (984–1013): князь володимирський (990–1013). Станіслав (985–1015), князь смоленський (990–1015). Судислав (986–1063): князь псковський (1014–1036); просидів близько 20 років у «порубі».
Борис (986–1015) у хрещенні — Роман: князь ростовський (1010–1015). Гліб (987–1015) у хрещенні — Давид: князь муромський (1013–1015). Борис і Гліб — канонізовані православною церквою як священномученики, вбиті Святополком після приходу до влади. У існуванні Володимирового сина Позвізда (988–1015) існують сумніви дослідників.
Доньки Володимира: Предслава (983—1042): наложниця Болеслава Хороброго, польського короля. Прямислава (986—?): дружина герцога Ласло Capa, двоюрідного брата угорського короля Стефана І. Невідома по імені дочка (988—?) була дружиною маркграфа Бернгарда II, володаря Північної марки. Добронега (1012–1087) у хрещенні — Марія: дружина Казиміра Відновника, польського князя.

### Ізяславичі Полоцькі. Друцькі

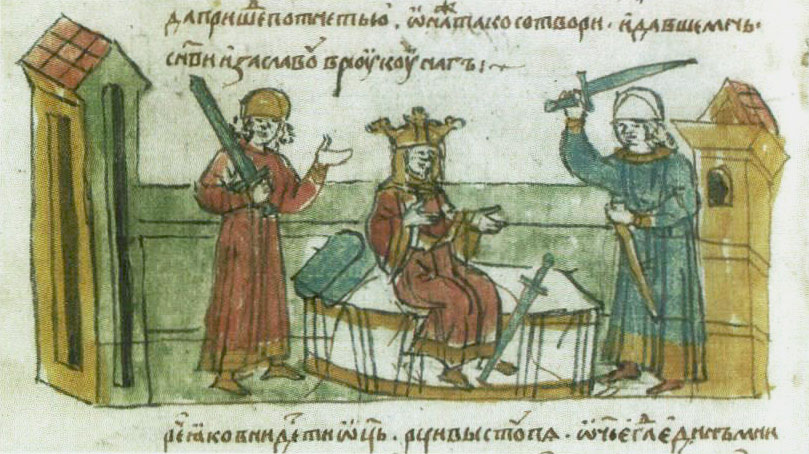
Володимир хоче покарати Рогніду, але на її захист встає малий Ізяслав. Мініатюра з Радзивілівського літопису

Найраніше відділяється полоцька лінія нащадків Ізяслава Володимировича. До завоювання Полоцька князем Володимиром Святославовичем, Полоцьким князівством правив варязький рід, останнім представником якого був князь Рогволод, внаслідок цього полоцькі князі іноді називалися Рогволдовими онуками.
Першим Рюриковичем у Полоцьку став Ізяслав Володимирович — син Володимира Святославовича і Рогніди, дочки князя Рогволода. Якщо вірити легенді про Рогнедь, Ізяслав став київським намісником в Полоцьку після невдалого замаху Рогніди на Володимира, при цьому малолітній Ізяслав заступився за матір з мечем в руках. По смерті Ізяслава його батько не надіслав до Полоцька одного з молодших синів (як це робилося в інших князівствах Русі), і в Полоцьку став правити син Ізяслава Брячислав Ізяславич, який прагнув до здійснення незалежної від Києва політики, при цьому полоцькі князі ніколи не намагалися претендувати і на київський великокнязівський стіл.
Примітно, що єдиним полоцьким князем, котрий посів престол у Києві, був Всеслав Брячиславич, який став Великим князем Київським не по своїй волі, а в результаті київського повстання 1068 року. Всеслав помер у 1101 році, і після нього залишилися 6 синів — Давид, Гліб Мінський, Рогволод (за іншою версією, його ім'я — Борис), Роман, Святослав і Ростислав. Починаючи з них, подальша історія династії стає досить суперечливою і заплутаною (наприклад, неясно, в якому порядку були народжені Всеславичі). Останнім Рюриковичем на Полоцькому престолі був, мабуть, Брячислав Василькович, який помер в 1240-х роках, після чого в Полоцьку з'являються князі з Литви. У Вітебську нащадки Ізяслава Володимировича правили до 1320 року, коли помер бездітним князь Ярослав Василькович і Вітебське князівство перейшло до тестя Ярослава Васильковича — Ольгерда. Обидва цих останніх князя походять від Святослава Всеславича. До нащадків полоцьких князів імовірно відносять кілька литовсько-руських княжих родів неясного походження (Друцькі, Лукомські, Мошковські, Буйницькі, Сенські та ін.). Є відомості, що перші князі цієї лінії (Брячислав Ізяславич і Всеслав Брячиславич) претендували на великокняжий престол з огляду на те, що їх Ізяслав був старше Ярослава Мудрого (нащадки якого були великими князями), проте отримали відсіч і припинили боротьбу. 

### Розділ на гілки. Ярославичі
Відокремлення земель Київської Держави й усамостійнення князівств після смерті Ярослава Мудрого, призвели до утворення окремих відгалужень родини Рюриковичів, які в історично-генеалогічній науці носять назву або від князівств, що ними відповідні Рюриковичі володіли, або від своїх засновників.
До Рюриковичів Південної Русі, сучасної України, належали:
- турово-пінська лінія (нащадки Ізяслава Ярославича).
- галицька лінія Ростиславичів,
- чернігово-сіверська лінія Святославичів та їхнє відгалуження-
  - Ольговичі — потомки Олега Святославича Чернігівського, які часто правили у Києві, а також недовго у Галицьому князівстві.
  - Давидовичі — нащадки Давида Святославича, ця лінія вигасла у другому поколінні.
- Мономаховичі — прийнята в історіографії назва для усіх потомків Володимира Мономаха.
  - Мстиславичі — сини і нащадки Мстислава Великого.
    - Ізяславичі Волинські — княжий рід який походив від сина Ізяслава Мстиславича, та правив на Волині, в Галичі та спорадично в Києві.
      - Романовичі — потомки Романа Мстиславича Великого правили у Галицько-Волинському князівстві, Королівстві Руському, та недовго у Києві.

До Рюриковичів Центральної Русі, сучасної Білорусі, належали:
- полоцька лінія (нащадки Ізяслава Володимировича та його внука Всеслава І), яка відокремилася ще в ⅩⅠ столітті,
- смоленська лінія (нащадки Ростислава І Мстиславича, онука Мономаха).

У Північно-східній Русі існувало низка князівств, де правили різні відгалуження Рюриковичів, здебільшого Мономаховичі: Юрійовичі (Володимиро-Суздальська земля) та Ростиславичі Смоленські (Ярославське князівство, з 1260-х рр.); Ярославичі (потомки молодшого сина Святослава Ярославича, Ярослава, Муромо-Рязанська земля) та у Верхівських князівствах правили чисельні відгалуження Ольговичів, які виводили свій рід від Михайла Святого, однак справжнє їхнє походження важко з'ясувати. Найпомітнішими з них були князі Одоєвські, Воротинські, Белевські, Мезецькі та Мосальські.
Нащадками цих ліній, в основному чернігівсько-сіверської й смоленської, були численні княжі роди Рюриковичів, які зберігали свої спадкові уділи протягом кількох століть, аж доки Литва або Московське князівство не перетворили їх на своїх службових князів, причому, низка родів, які походили від Рюриковичів, втратили свій княжий титул.
З молодших синів Ярослава В'ячеслав Ярославич княжив у Смоленську до своєї смерті в 1057 році, а Ігор Ярославич — на Волині, але після смерті В'ячеслава був переведений братами в Смоленськ. Сини їх, Борис В'ячеславич і Давид Ігоревич, виявилися ізгоями. Борис Вячеславич помер бездітним в 1078 році в битві на Нежатиній Ниві, Давид Ігоревич в 1086 році отримав Волинь, але потім втратив більшу частину її через засліплення Василька Ростиславича теребовльского. У літописі відзначений його син Ігор Давидович, який володів, мабуть, якимось уділом на Волині, і племінник Мстислав (батько його невідомий), який не мав уділу, але згаданий раз як учасник усобиці. Спорідненість з Давидом Городенського князя Всеволодка і його потомства — Городенської династії Всеволодковичів досить ймовірна.

### Ростиславичі Галицькі
Старший син Ярослава Мудрого Володимир помер у 1052 році, раніше батька, і його син Ростислав Володимирович виявився ізгоєм. Після смерті Ярослава Ростиславу вдалося відвоювати Тмуторокань у дядька Святослава, двічі виганяючи звідти його сина і наступника Гліба.
Сини Ростислава Рюрик, Володар і Василько боролися проти Ярополка Ізяславича Волинського і Туровського, що призвело до його вбивства в 1086 році і закріпленню Ростиславичів і їх нащадків в Перемишлі і Теребовлі. Рюрик помер бездітним. За примхою долі бездітними померло і більшість його племінників, що призвело до зосередження володінь Ростиславичів в руках одного з них — Володимирка. Сталося це в такий спосіб. Володар залишив двох синів — Ростислава Перемишльського і Володимирка, який спочатку князював у Звенигороді, але після швидкої смерті Ростислава став князем Перемишльським. Тим часом з синів Василька, Ростислав Василькович княжив у Теребовлі, Ігор Василькович — в Галичі. Після смерті Ростислава Теребовль приєднав Ігор Галицький, який, в свою чергу, помер бездітним в 1140 році, і його двоюрідний брат Володимирко Перемишльський приєднав Галич і переніс в нього княжий стіл. Так утворилося сильне Галицьке князівство, ще більш посилилось при сині Володимирка Ярославу Осмомислу. У 1199 році зі смертю Володимира Ярославича, сина Осмомисла, династія галицьких Ростиславичів згасла, а на Галицький престол вступив волинський князь Роман Великий, нащадок Володимира Мономаха.

### Ізяславичі Турівські
Нащадки Ізяслава Ярославича займали помітне місце в історії Русі. Були князями київськими (1093–1113), волинськими (1069 — 1118, з перервами), та берестейськими. Проте закріпитись змогли лише в незначному Турово-пінському кнзівстві у середині XII ст. Старший син Ізяслава, Ярополк (1043/1047 — 1086) у 1075 був коронований папою римським «Королем Русі». У 1086 р. Ярополк був вбитий під час князівської міжусобиці, згодом канонізований. Другий син — Святополк Ізяславич (1050–1113), старший з внуків Ярослава Мудрого став у 1093 році великим князем київським. Відомий як організатор переможних походів проти половців. Нащадки Святополка після його смерті втратили свій вплив і були відсторонені Мономаховичами на другорядні уділи. Лише внук Святополка, Юрій Ярославич, скориставшись князівськими міжусобицями середини XII ст., зумів закріпитися в Турівській землі, у якій надалі правили його нащадки. Однак Турівські князі помітної ролі в Київські Русі не відігравали, і виступають у літописах, переважно, як підручні київських, а з початку XIII ст. — галицько-волинських князів.
З кінця XIII ст. Турово-Пінське князівство почало підпадати під вплив Литовського князівства, і в другій половині XIV ст. було остаточно до нього долучене. Останніми князями з цієї династії були Давид Дмитрович (? — 1392), котрий був зятем великого князя литовського, Ольгерда, та його син Митько (Дмитро) (? — після 1432), за деякими даними, страчений Свидригайлом. Також представники цієї гілки князювали в Степанському та Дубровицькому князівствах, Семен Степанський згаданий у документах кінця XIV ст.
Від турівських князів вів своє походження волинський княжий рід Четвертинських, представники якого у XVII навіть почали іменуватися Святополк-Четвертинськими, щоб підкреслити зв'язок з Рюриковичами. Деякі дослідники виводять від цієї княжої гілки також роди Острозьких і Збаражських-Вишневецьких.

### Святославичі. Ольговичі

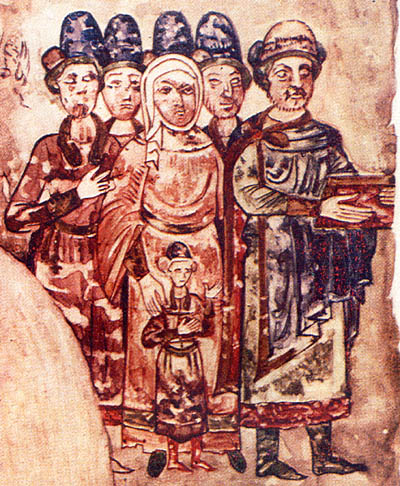
Святослав Ярославич із сім'єю. Фрагмент Ізборника Святослава

Нащадки Святослава Ярославича отримали Чернігівську землю і її колонію — Муромо-Рязанську землю. З відділенням і розпадом останньої, розпалася і династія Святославичів на три гілки.

### Мономаховичі. Мстиславичі
Потомство Всеволода Ярославича відомо під ім'ям Мономаховичів. У Всеволода, крім Володимира, був також син Ростислав, але він загинув молодим в битві з половцями на річці Стугні і потомства не залишив. У період правління Володимира Мономаха (1113-1125) і його сина Мстислава Великого (1125-1132) київські князі відновили свій прямий контроль над всією Руссю (включаючи Полоцьк і Турів), за винятком південно-західних володінь Ростиславичів і лівобережних володінь Святославичів (Курськ тимчасово належав Мономаховичам). Після смерті Володимира Мономаха Ростово-Суздальська земля була дана в спадок його молодшому синові Юрію Долгорукому, більшою же частиною спадщини Мономаха з Києвом правив його син, Мстислав. Зі смертю Мстислава крихка єдність Київської Русі зникла і почалися численні усобиці між князями. Ще за життя Мстислава він зробив свого сина Ростислава князем Смоленським. В ході усобиць, що почалися після смерті Мстислава, інший його син, Ізяслав, отримав у спадок Володимир. Так утворилися три основні гілки Мономаховичів: Волинські Ізяславичі, Смоленські Ростиславичі і Володимиро-Суздальські Юрійовичі (Георгійовичі).

### Ізяславичі Волинські
Династію Мономаховичів, яка княжила на Волині започаткував онук Володимира Мономаха князь Ізяслав Мстиславич, князь волинський (1136—1154) і великий князь київський (1146—1149, 1151—1154). Після його смерті Волинь остаточно відокремилася в самостійне від Києва князівство. Мстислав та Ярослав Ізяславичі вели у 60-70-х роках боротьбу за Київ, з Ольговичами, Юрійовичима та Ростиславичами Смоленськими, однак їхні претензії були слабшими, оскільки вони належали до старшої гілки Ярославичів. Після смерті Ізяславичів Волинське князівство було розділене на 7 уділів. Потомки Мстислава князювали у Західній Волині: Роман у володимирському та берестейському князівствах, а Всеволод у Белзькому. За синами Ярослава закріпилась Східна Волинь зі столицею у Луцьку. Старший, Інгвар Ярославич був князем Луцьким (1180—бл. 1220), і недовго сидів у Києві, як намісник Романа Мстиславича на початку ХІІІ ст., Мстислав Ярославич Німий князював у Пересопниці (1180—1220), а після смерті Інгвара сів у Луцьку (бл. 1220—1227), Всеволод Ярославич був князем дорогобузьким (1180—1186), 1186 р. ймовірно вигнаний братами з Волині.
Нове піднесення волинської династії почалось на рубежі XII і ХІІІ ст., коли Роман Мстиславич зумів обєднати у своїх руках Волинське і Галицьке князівства, а в 1202 році утвердився в Києві. Його потомків традиційно виділяють в окрему династію Романовичів — галицько-волинських князів у 1205—1340 рр. Окрім того в Белзькому князівстві зберегли батьків уділ сини Всеволода Мстиславича — Олександр і Всеволод. Перший з них воював з Романовичами і в 1208—1215 рр. був князем Волинським, бл. 1234 р. після чергової усобиці вбитий Данилом Романовичем, який зробив спадкоємців Олександра своїми підручними, а пізніше й зовсім приєднав Белзько-Червенську волость до свого домену.
Деякі науковці вважають і відомих з літописів загадкових болохівських князів нащадками Інгвара Ярославича, які зберегли тільки цю частину його володінь.

### Романовичі
Одна з гілок Рюриковичів, нащадки князя Романа Мстиславича — Романовичі, що володіли у 1199–1323 рр. Галицько-Волинською державою, стала королівською. Найвизначнішим її представником був Данило Романович. Разом з братом Васильком він близько 40 років боровся за спадщину свого батька. 1253 року коронований папою у Дорогочині. Його нащадки носили титул «король Русі»[джерело?]. Останніми представниками цієї гілки були Андрій та Лев ІІ Юрійовичі. Після занепаду Королівства Русі, титул «король Русі» (король Галичини та Володомерії) носили королі Угорщини, Польщі, а згодом імператори Австрійські.

### Юрійовичі
До династії Володимиро-Суздальських Юрійовичів належали нащадки Юрія Долгорукого та його сина Всеволода Велике Гніздо. Вони правили Володимиро-Суздальським князівством (з 1169 р. — Великим князівством Володимирським), Переяславським князівством (1149—1234, з перервами) та, з перервами — Новгородським князівством. Від потомка Юрія Долгорукого, Данила Олександровича, вели свій рід Даниловичі, — Великі князі Московські та, з 1547 р. — Московські царі. 1598 р. ця гілка вигасла.

## Невигаслі гілки Рюриковичів
До XX століття ще не згасли наступні роди:
- Від старшої (Полоцької) гілки — князі Бабічєви[ru], Друцькі, Друцькі-Соколинські[ru], Друцькі-Любецькі (полонізовані), Путятіни[ru].
- Від чернігівської гілки — князі Барятинські[ru], Болховські[ru], Звенигородські[ru], Єлецькі[ru], Мосальські (полонізовані), Кольцови-Мосальські[ru], Волконські, Горчакови[ru], Долгорукови, Оболенські[ru], Репніни-Волконські, Мишецькі[ru], Щербатови[ru], Пузини (полонізовані), Огінські (полонізовані) та Святополк-Четвертинські,
- Від смоленської гілки — князі Вяземські[ru], Кропоткіни[ru], Козловські, дворяни Безсонови[ru], Жижемські.
  - Від ярославської гілки (відгалуження смоленської гілки) — князі Дулови[ru], Засєкіни[ru], Львови[ru], Шаховські[ru], Шехонські[ru] та Щетініни[ru].
- Від ростовської гілки — князі Щепіни-Ростовські[ru], Касаткіни-Ростовські[ru] та Лобанови-Ростовські[ru].
  - Від білозерської гілки (відгалуження ростовської гілки) — князі Білосільські[ru], Вадбольські[ru], Ухтомські[ru] та Шелешпанські[ru].
- Від стародубської гілки — князі Гагаріни[ru], Гундорови[ru] та Хілкови[ru].

## Фамільне дерево

### Перші покоління
|                       |                       |                       |                       |                       |                       |           |           |                     |                     |                     |                     |                     |                     | Рюрик        |              |              |              |                   |                   |                   |                   |                   |                   |                      |                      |                      |                      |                      |                      |                    |                    |                     |                     |                     |                     |                     |                     |  |  |                     |                     |                     |                     |                     |                     |          |          |           |           |           |           |           |           |  |  |                      |                      |                      |                      |                      |                      |  |  |            |            |            |            |            |            |  |  |  |  |  |  |  |  |  |  |  |  |  |  |  |  |  |  |  |  |  |  |  |  |  |  |  |  |  |  |  |  |  |  |  |  |  |  |  |  |  |  |  |  |  |  |  |  |  |  |  |  |  |  |  |  |  |  |  |  |
|                       |                       |                       |                       |                       |                       |           |           |                     |                     |                     |                     |                     |                     |              |              |              |              |                   |                   |                   |                   |                   |                   |                      |                      |                      |                      |                      |                      |                    |                    |                     |                     |                     |                     |                     |                     |  |  |                     |                     |                     |                     |                     |                     |          |          |           |           |           |           |           |           |  |  |                      |                      |                      |                      |                      |                      |  |  |            |            |            |            |            |            |  |  |  |  |  |  |  |  |  |  |  |  |  |  |  |  |  |  |  |  |  |  |  |  |  |  |  |  |  |  |  |  |  |  |  |  |  |  |  |  |  |  |  |  |  |  |  |  |  |  |  |  |  |  |  |  |  |  |  |  |
|                       |                       |                       |                       |                       |                       |           |           |                     |                     |                     |                     |                     |                     | Ігор 912-945 | Ігор 912-945 | Ігор 912-945 | Ігор 912-945 | Ігор 912-945      | Ігор 912-945      |                   |                   | Ольга 945-964     | Ольга 945-964     | Ольга 945-964        | Ольга 945-964        | Ольга 945-964        | Ольга 945-964        |                      |                      |                    |                    |                     |                     |                     |                     |                     |                     |  |  |                     |                     |                     |                     |                     |                     |          |          |           |           |           |           |           |           |  |  |                      |                      |                      |                      |                      |                      |  |  |            |            |            |            |            |            |  |  |  |  |  |  |  |  |  |  |  |  |  |  |  |  |  |  |  |  |  |  |  |  |  |  |  |  |  |  |  |  |  |  |  |  |  |  |  |  |  |  |  |  |  |  |  |  |  |  |  |  |  |  |  |  |  |  |  |  |
|                       |                       |                       |                       |                       |                       |           |           |                     |                     |                     |                     |                     |                     | Ігор 912-945 | Ігор 912-945 | Ігор 912-945 | Ігор 912-945 | Ігор 912-945      | Ігор 912-945      |                   |                   | Ольга 945-964     | Ольга 945-964     | Ольга 945-964        | Ольга 945-964        | Ольга 945-964        | Ольга 945-964        |                      |                      |                    |                    |                     |                     |                     |                     |                     |                     |  |  |                     |                     |                     |                     |                     |                     |          |          |           |           |           |           |           |           |  |  |                      |                      |                      |                      |                      |                      |  |  |            |            |            |            |            |            |  |  |  |  |  |  |  |  |  |  |  |  |  |  |  |  |  |  |  |  |  |  |  |  |  |  |  |  |  |  |  |  |  |  |  |  |  |  |  |  |  |  |  |  |  |  |  |  |  |  |  |  |  |  |  |  |  |  |  |  |
|                       |                       |                       |                       |                       |                       |           |           |                     |                     |                     |                     |                     |                     |              |              |              |              |                   |                   |                   |                   |                   |                   |                      |                      |                      |                      |                      |                      |                    |                    |                     |                     |                     |                     |                     |                     |  |  |                     |                     |                     |                     |                     |                     |          |          |           |           |           |           |           |           |  |  |                      |                      |                      |                      |                      |                      |  |  |            |            |            |            |            |            |  |  |  |  |  |  |  |  |  |  |  |  |  |  |  |  |  |  |  |  |  |  |  |  |  |  |  |  |  |  |  |  |  |  |  |  |  |  |  |  |  |  |  |  |  |  |  |  |  |  |  |  |  |  |  |  |  |  |  |  |
|                       |                       |                       |                       |                       |                       |           |           |                     |                     | Предслава           | Предслава           | Предслава           | Предслава           | Предслава    | Предслава    |              |              | Святослав 964-972 | Святослав 964-972 | Святослав 964-972 | Святослав 964-972 | Святослав 964-972 | Святослав 964-972 |                      |                      | Малуша               | Малуша               | Малуша               | Малуша               | Малуша             | Малуша             |                     |                     |                     |                     |                     |                     |  |  |                     |                     |                     |                     |                     |                     | Рогволод | Рогволод | Рогволод  | Рогволод  | Рогволод  | Рогволод  |           |           |  |  |                      |                      |                      |                      |                      |                      |  |  |            |            |            |            |            |            |  |  |  |  |  |  |  |  |  |  |  |  |  |  |  |  |  |  |  |  |  |  |  |  |  |  |  |  |  |  |  |  |  |  |  |  |  |  |  |  |  |  |  |  |  |  |  |  |  |  |  |  |  |  |  |  |  |  |  |  |
|                       |                       |                       |                       |                       |                       |           |           |                     |                     | Предслава           | Предслава           | Предслава           | Предслава           | Предслава    | Предслава    |              |              | Святослав 964-972 | Святослав 964-972 | Святослав 964-972 | Святослав 964-972 | Святослав 964-972 | Святослав 964-972 |                      |                      | Малуша               | Малуша               | Малуша               | Малуша               | Малуша             | Малуша             |                     |                     |                     |                     |                     |                     |  |  |                     |                     |                     |                     |                     |                     | Рогволод | Рогволод | Рогволод  | Рогволод  | Рогволод  | Рогволод  |           |           |  |  |                      |                      |                      |                      |                      |                      |  |  |            |            |            |            |            |            |  |  |  |  |  |  |  |  |  |  |  |  |  |  |  |  |  |  |  |  |  |  |  |  |  |  |  |  |  |  |  |  |  |  |  |  |  |  |  |  |  |  |  |  |  |  |  |  |  |  |  |  |  |  |  |  |  |  |  |  |
|                       |                       |                       |                       |                       |                       |           |           |                     |                     |                     |                     |                     |                     |              |              |              |              |                   |                   |                   |                   |                   |                   |                      |                      |                      |                      |                      |                      |                    |                    |                     |                     |                     |                     |                     |                     |  |  |                     |                     |                     |                     |                     |                     |          |          |           |           |           |           |           |           |  |  |                      |                      |                      |                      |                      |                      |  |  |            |            |            |            |            |            |  |  |  |  |  |  |  |  |  |  |  |  |  |  |  |  |  |  |  |  |  |  |  |  |  |  |  |  |  |  |  |  |  |  |  |  |  |  |  |  |  |  |  |  |  |  |  |  |  |  |  |  |  |  |  |  |  |  |  |  |
|                       |                       |                       |                       |                       |                       |           |           |                     |                     |                     |                     |                     |                     |              |              |              |              |                   |                   |                   |                   |                   |                   |                      |                      |                      |                      |                      |                      |                    |                    |                     |                     |                     |                     |                     |                     |  |  |                     |                     |                     |                     |                     |                     |          |          |           |           |           |           |           |           |  |  |                      |                      |                      |                      |                      |                      |  |  |            |            |            |            |            |            |  |  |  |  |  |  |  |  |  |  |  |  |  |  |  |  |  |  |  |  |  |  |  |  |  |  |  |  |  |  |  |  |  |  |  |  |  |  |  |  |  |  |  |  |  |  |  |  |  |  |  |  |  |  |  |  |  |  |  |  |
| Ярополк 972-980       | Ярополк 972-980       | Ярополк 972-980       | Ярополк 972-980       | Ярополк 972-980       | Ярополк 972-980       |           |           |                     |                     |                     |                     | Олег                | Олег                | Олег         | Олег         | Олег         | Олег         |                   |                   | інші дружини      | інші дружини      | інші дружини      | інші дружини      | інші дружини         | інші дружини         |                      |                      | Володимир 960-1015   | Володимир 960-1015   | Володимир 960-1015 | Володимир 960-1015 | Володимир 960-1015  | Володимир 960-1015  |                     |                     |                     |                     |  |  |                     |                     |                     |                     |                     |                     | Рогніда  | Рогніда  | Рогніда   | Рогніда   | Рогніда   | Рогніда   |           |           |  |  |                      |                      |                      |                      |                      |                      |  |  |            |            |            |            |            |            |  |  |  |  |  |  |  |  |  |  |  |  |  |  |  |  |  |  |  |  |  |  |  |  |  |  |  |  |  |  |  |  |  |  |  |  |  |  |  |  |  |  |  |  |  |  |  |  |  |  |  |  |  |  |  |  |  |  |  |  |
| Ярополк 972-980       | Ярополк 972-980       | Ярополк 972-980       | Ярополк 972-980       | Ярополк 972-980       | Ярополк 972-980       |           |           |                     |                     |                     |                     | Олег                | Олег                | Олег         | Олег         | Олег         | Олег         |                   |                   | інші дружини      | інші дружини      | інші дружини      | інші дружини      | інші дружини         | інші дружини         |                      |                      | Володимир 960-1015   | Володимир 960-1015   | Володимир 960-1015 | Володимир 960-1015 | Володимир 960-1015  | Володимир 960-1015  |                     |                     |                     |                     |  |  |                     |                     |                     |                     |                     |                     | Рогніда  | Рогніда  | Рогніда   | Рогніда   | Рогніда   | Рогніда   |           |           |  |  |                      |                      |                      |                      |                      |                      |  |  |            |            |            |            |            |            |  |  |  |  |  |  |  |  |  |  |  |  |  |  |  |  |  |  |  |  |  |  |  |  |  |  |  |  |  |  |  |  |  |  |  |  |  |  |  |  |  |  |  |  |  |  |  |  |  |  |  |  |  |  |  |  |  |  |  |  |
|                       |                       |                       |                       |                       |                       |           |           |                     |                     |                     |                     |                     |                     |              |              |              |              |                   |                   |                   |                   |                   |                   |                      |                      |                      |                      |                      |                      |                    |                    |                     |                     |                     |                     |                     |                     |  |  |                     |                     |                     |                     |                     |                     |          |          |           |           |           |           |           |           |  |  |                      |                      |                      |                      |                      |                      |  |  |            |            |            |            |            |            |  |  |  |  |  |  |  |  |  |  |  |  |  |  |  |  |  |  |  |  |  |  |  |  |  |  |  |  |  |  |  |  |  |  |  |  |  |  |  |  |  |  |  |  |  |  |  |  |  |  |  |  |  |  |  |  |  |  |  |  |
|                       |                       |                       |                       |                       |                       |           |           |                     |                     |                     |                     |                     |                     |              |              |              |              |                   |                   |                   |                   |                   |                   |                      |                      |                      |                      |                      |                      |                    |                    |                     |                     |                     |                     |                     |                     |  |  |                     |                     |                     |                     |                     |                     |          |          |           |           |           |           |           |           |  |  |                      |                      |                      |                      |                      |                      |  |  |            |            |            |            |            |            |  |  |  |  |  |  |  |  |  |  |  |  |  |  |  |  |  |  |  |  |  |  |  |  |  |  |  |  |  |  |  |  |  |  |  |  |  |  |  |  |  |  |  |  |  |  |  |  |  |  |  |  |  |  |  |  |  |  |  |  |
| Святополк 1015-1019   | Святополк 1015-1019   | Святополк 1015-1019   | Святополк 1015-1019   | Святополк 1015-1019   | Святополк 1015-1019   |           |           | Вишеслав            | Вишеслав            | Вишеслав            | Вишеслав            | Вишеслав            | Вишеслав            |              |              | Святослав    | Святослав    | Святослав         | Святослав         | Святослав         | Святослав         |                   |                   | Мстислав             | Мстислав             | Мстислав             | Мстислав             | Мстислав             | Мстислав             |                    |                    | Ярослав 1019-1054   | Ярослав 1019-1054   | Ярослав 1019-1054   | Ярослав 1019-1054   | Ярослав 1019-1054   | Ярослав 1019-1054   |  |  | Ізяслав             | Ізяслав             | Ізяслав             | Ізяслав             | Ізяслав             | Ізяслав             |          |          | Предслава | Предслава | Предслава | Предслава | Предслава | Предслава |  |  | Всесолод             | Всесолод             | Всесолод             | Всесолод             | Всесолод             | Всесолод             |  |  | Прямислава | Прямислава | Прямислава | Прямислава | Прямислава | Прямислава |  |  |  |  |  |  |  |  |  |  |  |  |  |  |  |  |  |  |  |  |  |  |  |  |  |  |  |  |  |  |  |  |  |  |  |  |  |  |  |  |  |  |  |  |  |  |  |  |  |  |  |  |  |  |  |  |  |  |  |  |
| Святополк 1015-1019   | Святополк 1015-1019   | Святополк 1015-1019   | Святополк 1015-1019   | Святополк 1015-1019   | Святополк 1015-1019   |           |           | Вишеслав            | Вишеслав            | Вишеслав            | Вишеслав            | Вишеслав            | Вишеслав            |              |              | Святослав    | Святослав    | Святослав         | Святослав         | Святослав         | Святослав         |                   |                   | Мстислав             | Мстислав             | Мстислав             | Мстислав             | Мстислав             | Мстислав             |                    |                    | Ярослав 1019-1054   | Ярослав 1019-1054   | Ярослав 1019-1054   | Ярослав 1019-1054   | Ярослав 1019-1054   | Ярослав 1019-1054   |  |  | Ізяслав             | Ізяслав             | Ізяслав             | Ізяслав             | Ізяслав             | Ізяслав             |          |          | Предслава | Предслава | Предслава | Предслава | Предслава | Предслава |  |  | Всесолод             | Всесолод             | Всесолод             | Всесолод             | Всесолод             | Всесолод             |  |  | Прямислава | Прямислава | Прямислава | Прямислава | Прямислава | Прямислава |  |  |  |  |  |  |  |  |  |  |  |  |  |  |  |  |  |  |  |  |  |  |  |  |  |  |  |  |  |  |  |  |  |  |  |  |  |  |  |  |  |  |  |  |  |  |  |  |  |  |  |  |  |  |  |  |  |  |  |  |
|                       |                       |                       |                       | Станіслав             | Станіслав             | Станіслав | Станіслав | Станіслав           | Станіслав           |                     |                     | Борис               | Борис               | Борис        | Борис        | Борис        | Борис        |                   |                   | Гліб              | Гліб              | Гліб              | Гліб              | Гліб                 | Гліб                 |                      |                      | Судислав             | Судислав             | Судислав           | Судислав           | Судислав            | Судислав            |                     |                     |                     |                     |  |  | Ізяславичі Полоцькі | Ізяславичі Полоцькі | Ізяславичі Полоцькі | Ізяславичі Полоцькі | Ізяславичі Полоцькі | Ізяславичі Полоцькі |          |          |           |           |           |           |           |           |  |  |                      |                      |                      |                      |                      |                      |  |  |            |            |            |            |            |            |  |  |  |  |  |  |  |  |  |  |  |  |  |  |  |  |  |  |  |  |  |  |  |  |  |  |  |  |  |  |  |  |  |  |  |  |  |  |  |  |  |  |  |  |  |  |  |  |  |  |  |  |  |  |  |  |  |  |  |  |
|                       |                       |                       |                       | Станіслав             | Станіслав             | Станіслав | Станіслав | Станіслав           | Станіслав           |                     |                     | Борис               | Борис               | Борис        | Борис        | Борис        | Борис        |                   |                   | Гліб              | Гліб              | Гліб              | Гліб              | Гліб                 | Гліб                 |                      |                      | Судислав             | Судислав             | Судислав           | Судислав           | Судислав            | Судислав            |                     |                     |                     |                     |  |  | Ізяславичі Полоцькі | Ізяславичі Полоцькі | Ізяславичі Полоцькі | Ізяславичі Полоцькі | Ізяславичі Полоцькі | Ізяславичі Полоцькі |          |          |           |           |           |           |           |           |  |  |                      |                      |                      |                      |                      |                      |  |  |            |            |            |            |            |            |  |  |  |  |  |  |  |  |  |  |  |  |  |  |  |  |  |  |  |  |  |  |  |  |  |  |  |  |  |  |  |  |  |  |  |  |  |  |  |  |  |  |  |  |  |  |  |  |  |  |  |  |  |  |  |  |  |  |  |  |
|                       |                       |                       |                       |                       |                       |           |           |                     |                     |                     |                     |                     |                     |              |              |              |              |                   |                   |                   |                   |                   |                   |                      |                      |                      |                      |                      |                      |                    |                    |                     |                     |                     |                     |                     |                     |  |  |                     |                     |                     |                     |                     |                     |          |          |           |           |           |           |           |           |  |  |                      |                      |                      |                      |                      |                      |  |  |            |            |            |            |            |            |  |  |  |  |  |  |  |  |  |  |  |  |  |  |  |  |  |  |  |  |  |  |  |  |  |  |  |  |  |  |  |  |  |  |  |  |  |  |  |  |  |  |  |  |  |  |  |  |  |  |  |  |  |  |  |  |  |  |  |  |
| Володимир             | Володимир             | Володимир             | Володимир             | Володимир             | Володимир             |           |           | Святослав 1073-1076 | Святослав 1073-1076 | Святослав 1073-1076 | Святослав 1073-1076 | Святослав 1073-1076 | Святослав 1073-1076 |              |              | Ігор         | Ігор         | Ігор              | Ігор              | Ігор              | Ігор              |                   |                   | Анна                 | Анна                 | Анна                 | Анна                 | Анна                 | Анна                 |                    |                    | Всевлод 1078-1093   | Всевлод 1078-1093   | Всевлод 1078-1093   | Всевлод 1078-1093   | Всевлод 1078-1093   | Всевлод 1078-1093   |  |  | Єлизавета           | Єлизавета           | Єлизавета           | Єлизавета           | Єлизавета           | Єлизавета           |          |          | Вячслав   | Вячслав   | Вячслав   | Вячслав   | Вячслав   | Вячслав   |  |  | Ізяслав 1054-1073    | Ізяслав 1054-1073    | Ізяслав 1054-1073    | Ізяслав 1054-1073    | Ізяслав 1054-1073    | Ізяслав 1054-1073    |  |  | Анастасія  | Анастасія  | Анастасія  | Анастасія  | Анастасія  | Анастасія  |  |  |  |  |  |  |  |  |  |  |  |  |  |  |  |  |  |  |  |  |  |  |  |  |  |  |  |  |  |  |  |  |  |  |  |  |  |  |  |  |  |  |  |  |  |  |  |  |  |  |  |  |  |  |  |  |  |  |  |  |
| Володимир             | Володимир             | Володимир             | Володимир             | Володимир             | Володимир             |           |           | Святослав 1073-1076 | Святослав 1073-1076 | Святослав 1073-1076 | Святослав 1073-1076 | Святослав 1073-1076 | Святослав 1073-1076 |              |              | Ігор         | Ігор         | Ігор              | Ігор              | Ігор              | Ігор              |                   |                   | Анна                 | Анна                 | Анна                 | Анна                 | Анна                 | Анна                 |                    |                    | Всевлод 1078-1093   | Всевлод 1078-1093   | Всевлод 1078-1093   | Всевлод 1078-1093   | Всевлод 1078-1093   | Всевлод 1078-1093   |  |  | Єлизавета           | Єлизавета           | Єлизавета           | Єлизавета           | Єлизавета           | Єлизавета           |          |          | Вячслав   | Вячслав   | Вячслав   | Вячслав   | Вячслав   | Вячслав   |  |  | Ізяслав 1054-1073    | Ізяслав 1054-1073    | Ізяслав 1054-1073    | Ізяслав 1054-1073    | Ізяслав 1054-1073    | Ізяслав 1054-1073    |  |  | Анастасія  | Анастасія  | Анастасія  | Анастасія  | Анастасія  | Анастасія  |  |  |  |  |  |  |  |  |  |  |  |  |  |  |  |  |  |  |  |  |  |  |  |  |  |  |  |  |  |  |  |  |  |  |  |  |  |  |  |  |  |  |  |  |  |  |  |  |  |  |  |  |  |  |  |  |  |  |  |  |
|                       |                       |                       |                       |                       |                       |           |           |                     |                     |                     |                     |                     |                     |              |              |              |              |                   |                   |                   |                   |                   |                   |                      |                      |                      |                      |                      |                      |                    |                    |                     |                     |                     |                     |                     |                     |  |  |                     |                     |                     |                     |                     |                     |          |          |           |           |           |           |           |           |  |  |                      |                      |                      |                      |                      |                      |  |  |            |            |            |            |            |            |  |  |  |  |  |  |  |  |  |  |  |  |  |  |  |  |  |  |  |  |  |  |  |  |  |  |  |  |  |  |  |  |  |  |  |  |  |  |  |  |  |  |  |  |  |  |  |  |  |  |  |  |  |  |  |  |  |  |  |  |
| Ростислав             | Ростислав             | Ростислав             | Ростислав             | Ростислав             | Ростислав             |           |           | Олег                | Олег                | Олег                | Олег                | Олег                | Олег                |              |              | Давид        | Давид        | Давид             | Давид             | Давид             | Давид             |                   |                   | Ярослав              | Ярослав              | Ярослав              | Ярослав              | Ярослав              | Ярослав              |                    |                    | Володимир 1113-1125 | Володимир 1113-1125 | Володимир 1113-1125 | Володимир 1113-1125 | Володимир 1113-1125 | Володимир 1113-1125 |  |  |                     |                     |                     |                     |                     |                     |          |          |           |           |           |           |           |           |  |  | Святополк 1093—1113  | Святополк 1093—1113  | Святополк 1093—1113  | Святополк 1093—1113  | Святополк 1093—1113  | Святополк 1093—1113  |  |  |            |            |            |            |            |            |  |  |  |  |  |  |  |  |  |  |  |  |  |  |  |  |  |  |  |  |  |  |  |  |  |  |  |  |  |  |  |  |  |  |  |  |  |  |  |  |  |  |  |  |  |  |  |  |  |  |  |  |  |  |  |  |  |  |  |  |
| Ростислав             | Ростислав             | Ростислав             | Ростислав             | Ростислав             | Ростислав             |           |           | Олег                | Олег                | Олег                | Олег                | Олег                | Олег                |              |              | Давид        | Давид        | Давид             | Давид             | Давид             | Давид             |                   |                   | Ярослав              | Ярослав              | Ярослав              | Ярослав              | Ярослав              | Ярослав              |                    |                    | Володимир 1113-1125 | Володимир 1113-1125 | Володимир 1113-1125 | Володимир 1113-1125 | Володимир 1113-1125 | Володимир 1113-1125 |  |  |                     |                     |                     |                     |                     |                     |          |          |           |           |           |           |           |           |  |  | Святополк 1093—1113  | Святополк 1093—1113  | Святополк 1093—1113  | Святополк 1093—1113  | Святополк 1093—1113  | Святополк 1093—1113  |  |  |            |            |            |            |            |            |  |  |  |  |  |  |  |  |  |  |  |  |  |  |  |  |  |  |  |  |  |  |  |  |  |  |  |  |  |  |  |  |  |  |  |  |  |  |  |  |  |  |  |  |  |  |  |  |  |  |  |  |  |  |  |  |  |  |  |  |
| Ростиславичі Галицькі | Ростиславичі Галицькі | Ростиславичі Галицькі | Ростиславичі Галицькі | Ростиславичі Галицькі | Ростиславичі Галицькі |           |           | Ольговичі           | Ольговичі           | Ольговичі           | Ольговичі           | Ольговичі           | Ольговичі           |              |              | Давидовичі   | Давидовичі   | Давидовичі        | Давидовичі        | Давидовичі        | Давидовичі        |                   |                   | Ярославичі Рязанські | Ярославичі Рязанські | Ярославичі Рязанські | Ярославичі Рязанські | Ярославичі Рязанські | Ярославичі Рязанські |                    |                    | Мономаховичі        | Мономаховичі        | Мономаховичі        | Мономаховичі        | Мономаховичі        | Мономаховичі        |  |  |                     |                     |                     |                     |                     |                     |          |          |           |           |           |           |           |           |  |  | Ізяславичі Турівські | Ізяславичі Турівські | Ізяславичі Турівські | Ізяславичі Турівські | Ізяславичі Турівські | Ізяславичі Турівські |  |  |            |            |            |            |            |            |  |  |  |  |  |  |  |  |  |  |  |  |  |  |  |  |  |  |  |  |  |  |  |  |  |  |  |  |  |  |  |  |  |  |  |  |  |  |  |  |  |  |  |  |  |  |  |  |  |  |  |  |  |  |  |  |  |  |  |  |

Жирним виділено Великих князів Київських, нижче — роки їх правління.

### Таблиця
- Рюрик (?—879), родоначальник, князь ладозький
  -   Ігор (865/877—945), князь київський (912/922—945) ∞ Ольга-Олена (?—969)
    -   Святослав (?—972), великий князь київський (945—972)
      -  Ярополк Святославич (?—980), великий князь київський (972—980)
      - Олег Святославич (?—977), князь древлянський (970—977)
      -   Володимир (963? —1015), князь новгородський (970—980), великий князь київський (980—1015) → Володимировичі
        - Вишеслав (бл. 980—бл. 995? до 1010), князь новгородський (990—1010)
        - Ізяслав (981—1001), князь полоцький (бл.990—1001) → Ізяславичі Полоцькі
          - Брячислав Ізяславич (?—1044), князь полоцький (1001—1044)
            -  Всеслав Брячиславич (?—1101), князь полоцький (1044—1067, 1070, 1071—1101), великий князь київський (1068—1069)

          -  Всеслав Ізяславич (?—1003)

        -  Святополк (981—після 1019), князь турівський (990—1015), великий князь київський (1015—1019)
        - Святослав (бл.982—1015), князь древлянський (990—1015)
          -  Ян (1002—до 1015?)

        -  Ярослав (бл.983—20.02.1054), князь ростовський (990—?), великий князь київський (1015—1054) → Ярославичі
          - Ілля (?—1020), князь новгородський (бл. 1019—1020)
          - Володимир (1020—4.10.1052), князь новгородський (1034—1052)
          -  Ізяслав (1024—1078), князь турівський (1042—1052), новгородський (1052—1054) і київський (1054—1068, 1069—1073, 1077—1078)
          - Анастасія (?—після 1074/до 1094) ∞ Андрій І, король Угорщини
          -  Святослав (1027—1076), князь чернігівський (1054—1073), київський (1073—1076) → Святославичі Чернігівські
          -  Всеволод (1030—1093), князь переяславський (1054—1076), чернігівський (1077—1078) і великий князь київський (1076—1077, 1078—1093) → Всеволодовичі
          - Єлизавета (бл.1032—п. 1067) ∞ Гаральд III, конунг Норвегії
          - Вячеслав (між 1033/1036—1057), князь смоленський (1054—1057)
          - Анна (?—після 1075) ∞ Генріх І, король Франції
          -  Ігор (1036—1060), князь волинський (1054—1057) і смоленський (1057—1060)

        - Мстислав (бл.983—1036), князь тмутороканський (бл. 990/1010—1023), чернігівський (1015—1036)
          -  Євстафій (?—1033), князь тмутороканський (1023—1033)

        - Предслава (між 983/986— після 1011 до 1042) ∞ наложниця польського короля Болеслава І
        - Всеволод (між 983/984—до 1015), князь володимирський (990—1008/1013)
        - Станіслав (бл.985—до 1015), князь смоленський (990—1015)
        - Судислав (бл.986? —1063), князь псковський (1014—1036)
        - Борис (л.986? —1015), князь ростовський (1010—1015)
        - Гліб (бл.987 ? —1015), князь муромський (1013—1015)
        - Прямислава (бл.987/988—?) ∞ Ласло Лисий, угорський князь
        - NN Володимирівна (?—?) ∞ Бернгард II, маркграф Північної марки
        - Позвізд (до 988/989—1015 ?), мав володіння на Волині.
        -  Добронега (до 1011—1087) ∞ Казимир І, князь польський

 — великий князь київський

## Нащадки Рюриковичів по жіночих лініях
Віддаленими нащадками Рюрика за жіночою лінією є всі сучасні монархи Європи, кілька американських президентів, письменники, артисти, в тому числі: Джордж Вашингтон, Джордж Буш, Вінстон Черчилль, Сімон Болівар, Веллінґтон, кардинал Рішельє, Отто фон Бісмарк, Рубенс, Джордж Байрон, Александр Дюма, Джонатан Свіфт, Жан-Поль Сартр, Антуан де Сент-Екзюпері, Роберт Льюїс Стівенсон, Фрітьйоф Нансен та багато інших Це можна пояснити тим, що Рюрик є загальним предком європейських аристократів через трьох жінок: Анну Ярославну, королеву Франції, Марію Добронегу та Збиславу Святополківну, королеву Польщі.

## Генетичні дослідження
Представники роду Рюриковичів чоловічої статі належать до Y-ДНК гаплогруп N1c1 та R1a1.

## Цікаві факти
У Російській Федерації в 2014 році відбулася масштабна виставка «Моя історія — Рюриковичі» хронології історії Росії, відбулося офіційне творення міфу російської історії. Організаторами її стали Адміністрація Президента Російської Федерації, Міністерство культури Російської Федерації, Уряд Москви. Цю виставку відкрив патріарх Московської Патріархії Кирил. Разом з цим президент Росії Путін В. В. зібрав істориків Росії на інструктаж з метою політично заангажованого переписування історії Росії.

### Монографії
- Власьев Г. Потомство Рюрика, т. І, ч. 1-3. — П., 1906—1907.
- Войтович Л.  Князівські династії Східної Європи (кінець IX — початок XVI ст.). Львів: Інститут українознавства, 2000.
- Войтович, Л. В. Генеалогія династії Рюриковичів. Київ, 1990.
- Войтович, Л. В. Генеалогія династії Рюриковичів і Гедеміновичів. Харків, 1992.
- Войтович, Л. В. Княжа доба. Портрети еліти. Біла Церква, 2006.
- Войтович, Л. В. Удільні князівства Рюриковичів і Гедеміновичів у XII—XVI ст. Львів, 1996.
- Донской Д. В. Справочник по генеалогии Рюриковичей (середина IX — начало XIV в.). Москва—Ренн, 1991.
- Долгоруков П. Российская родословная книга, ч. І. Москва, 1854.

### Статті
- Войтович Л. Гольмґард: де правили руські князі Святослав Ігоревич, Володимир Святославич та Ярослав Володимирович? // Український історичний журнал. — К., 2015. — № 3 (522) за травень-червень. — С. 37-55.
- Baumgarten N., Généalogie et mariages occidentaux des Rurikides russes du X-e au XII-e siècle // Orientalia Christiana. Т 9, Part. I. № 35. Roma, 1927
- Baumgarten N. Généalogie des branches régnantes de Rurikides du XIII-e au XVI-e siècle // Orientalia Christiana. T. 35. Part I. № 94. Roma, 1934.
- Милевич С. В. Рюриковичи и образовавшиеся от них княжеские роды // Записки історичного факультету Одеського державного університету. Одеса, 1999, Вип. 8, С. 227—234.

### Довідники
- Плахонін А. Г. Рюриковичі // Енциклопедія історії України : у 10 т. / редкол.: В. А. Смолій (голова) та ін. ; Інститут історії України НАН України. — К. : Наукова думка, 2012. — Т. 9 : Прил — С. — С. 406. — ISBN 978-966-00-1290-5.
- Енциклопедія українознавства : Словникова частина : [в 11 т.] / Наукове товариство імені Шевченка ; гол. ред. проф., д-р Володимир Кубійович. — Париж — Нью-Йорк : Молоде життя, 1955—1995. — ISBN 5-7707-4049-3.
- Рюриковичи // Энциклопедический словарь Брокгауза и Ефрона : в 86 т. (82 т. и 4 доп. т.). — СПб., 1890—1907. (рос. дореф.)